# 108 (Band)
108 ist eine 1991 gegründete US-amerikanische Hardcore-Band. Die Musik spiegelt den Hare-Krishna-Glauben der Bandmitglieder wider. Der Musikstil der Band wird daher auch als Krishnacore bezeichnet. Der Bandname bezieht sich auf die Anzahl der Kugeln am Japamala, einer Art Gebetskette.

## Geschichte
Nach der Trennung von Inside Out gründete deren Gitarrist und Hare-Krishna-Anhänger Vraja Kishor (Vic DiCara) 1991 die Band 108. Während der Aufnahmen zu einer EP stieß Rasaraja (Rob Fish) als Sänger dazu. Ähnlich wie die Cro-Mags und Antidote stellte die Band ihren Krishna-Glauben in den Vordergrund.
Ihre ersten Platten, Holyname und Songs of Separation, erschienen auf Equal Vision Records. Diesen Veröffentlichungen folgte die Teilnahme an zwei Dokumentarfilmen: 108: The Final Tour und N.Y.H.C.
Nach einer längeren Trennung, in der DiCara nach Indien auswanderte, um Mönch zu werden, plante die Band, für das Hellfest 2005 wieder zusammenzukommen. Wegen rechtlicher Schwierigkeiten wurde das Festival im letzten Augenblick abgesagt, aber 108 konnte ein paar Ersatzauftritte in Philadelphia buchen. Sie veröffentlichten danach eine Sammlung von Demos und B-Seiten im Eigenverlag, gefolgt von einem neuen Album namens A New Beat From A Dead Heart auf Deathwish Inc.
Am 23. März 2010, vor der Veröffentlichung von 18.61, wurde bekannt, dass Rob Fish die Band verlassen hatte, da er nicht mehr dem Krishna-Glauben anhing. (Rob und Vic waren keine Mitglieder mehr in der ISKCON, als die Band 2005 wieder zusammenfand.) Die verbliebenen Band-Mitglieder veröffentlichten danach folgende Stellungnahme: „108 hat sich nicht getrennt. Rasaraja (Robert Fish) hat die Band verlassen, aber 108 wird mit voller Kraft in eine neue Richtung und einem neuen Fokus weitermachen. Wir werden Musik komponieren und aufnehmen und in diesem Jahr Konzerte geben, um 18.61 bekannt zu machen und neue Musik kreieren.“
Rob Fish kehrte im September 2010 wieder zur Band zurück.

## Diskografie

### Studio-Alben
- 1992: Holyname (Equal Vision Records)
- 1995: Songs of Separation (Equal Vision Records)
- 1996: Threefold Misery (Lost & Found Records)
- 2007: A New Beat From A Dead Heart (Deathwish Inc.)
- 2010: 18.61 (Deathwish Inc.)

### EPs
- 1996: Curse of Instinct (Lost & Found Records)

### Kompilationen
- 1996: Anti-Matter (Another Planet/Profile Records)
- 1997: One Path For Me Through Destiny (Lost & Found Records)
- 2006: Creation. Sustenance. Destruction. (Equal Vision Records)